# L'Escale (film, 2013)
Pour plus de détails, voir Fiche technique et Distribution.
L'Escale est un documentaire franco-suisse réalisé par Kaveh Bakhtiari et sorti en 2013.

## Fiche technique
- Titre : L'Escale
- Réalisation :	Kaveh Bakhtiari
- Photographie : Kaveh Bakhtiari
- Son : Kaveh Bakhtiari
- Mixage : Étienne Curchod
- Montage : Kaveh Bakhtiari, Charlotte Tourrès et Sou Abadi
- Musique : Luc Rambo
- Production : Kaléo Films (Paris) - Louise Productions (Lausanne)
- Distribution : Épicentre Films
- Pays :  France -  Suisse
- Durée : 100 minutes
- Date de sortie : France - 27 novembre 2013

## Distinctions

### Récompenses
- Prix spécial du jury au Festival international du film francophone de Namur 2013
- Prix de l'AQCC (Association québécoise des critiques de cinéma) au  Festival du nouveau cinéma de Montréal 2013[1]
- Nomination pour le meilleur film documentaire à la 26e cérémonie des prix du cinéma européen (2013)

### Sélections
- Festival de Cannes 2013 (Quinzaine des réalisateurs)[2]
- Festival international du film de La Rochelle 2013
- Festival international du film de Rotterdam 2013